# Mogens Bøggild
Mogens Kruse Bøggild, född 11 juni 1901 i Hillerød i Danmark, död 25 april 1987 i Köpenhamn, var en dansk skulptör och professor vid Det Kongelige Danske Kunstakademi i Köpenhamn 1955–1971.
Bland Mogens Bøggilds mest kända verk är granitskulpturen Grisebrönden, även kallad Ceres-brönden från 1941–1950, som donerats av Ceresbryggerierna 1941 och finns som kopia på Rådhuspladsen i Århus. Den stora granitskulpturen föreställer en sugga med sju grisar och är en mycket speciell fontän med inbyggd rörelse, som får grisarna att kissa i tur och ordning, och suggan att dregla.
År 1992 beslöt man att göra en kopia av originalet i brons på grund av återkommande skadegörelse. Originalet står på Landbrugets Rådgivningscenter i Skejby.
Mogens Bøggild har fått motta både Eckersbergmedaljen (1930) och Thorvaldsenmedaljen (1940). Han blev riddare av första grad av Dannebrogorden 1956 och kommendör 1966.
Han är representerad vid bland annat Moderna Museet och Skissernas museum.

## Utmärkelser
- Eckersbergmedaljen,  1930[6]
- Thorvaldsenmedaljen,  1940[6]
- Riddare av första klass av Dannebrogorden,  1956[6]
- Kommendör av Dannebrogorden,  1966[6]

[Redigera Wikidata]